# Onorio De Vito
Onorio De Vito (fl. XIX secolo) è stato un compositore italiano.
È celebrato come “[…] uno dei più incantevoli suonatori che da Tartini abbia mai avuto l’Italia”. Paganini considera De Vito un grande artista. Dal 1819, ossia dall’anno in cui si sono conosciuti, intrecciano una corrispondenza culturale e di amicizia durata almeno fino al 1836. È noto un episodio in cui De Vito suscita la meraviglia generale, compresa quella di Paganini, Ascoltati i Capricci ed alcune Variazioni di Paganini, cerca di procurarsi le partiture, ma invano. Quindi col solo sforzo della sua memoria riesce a trascriverli e suonarli esattamente. Paganini si rivolge a De Vito in almeno due occasioni. Nel 1836 gli segnala una giovane violinista, figlia di un napoletano, affinché le impartisca alcune lezioni (non conosciamo il nome né del padre, né della ragazza). Grazie anche alle lezioni di De Vito, la violinista intraprende una tournée in Europa che riscuote ampio successo ed il padre scrive a Paganini per esprimergli la sua piena soddisfazione. La seconda circostanza è precedente, e risale al 1829, quando Paganini commissiona a De Vito i cantini per il violino.
Ben inserito nella società artistico-musicale dell’epoca, De Vito si conquista anche la stima dei più noti compositori del tempo, quali Gioacchino Rossini, Gaetano Donizetti, Antonio Pacini. È amico di Saverio Mercadante, a cui, giovanissimo, dedica il suo Pot Pourri, forse la sua prima composizione. Dal 1816 fino al 1831 è in amicizia ed in corrispondenza con Louis Spohr, che durante un’accademia esegue due suoi concerti, andati perduti. Karl Lipinsky, a Dresda, gli dedica una composizione. De Vito nasce ad Arpino (FR) nel 1792. È il primogenito di una nobile famiglia locale che risiede nel palazzo Iannicelli. Il padre Emiddio, medico, per diletto coltiva la musica. Si adopera affinché i suoi figli la imparino, lasciando loro la scelta dello strumento da studiare. Onorio predilige il violino. Il padre lo istruisce (o lo fa istruire) con maggiore cura rispetto agli altri figli. Nel 1807 Onorio è ammesso nel conservatorio di Napoli. Diventa allievo di Giuseppe Festa, di Luigi Capotorti e di Nicola Zingarelli per il contrappunto. De Vito presto inizia a comporre. Il suo Tra il 1810 ed il 1811 diviene violinista nella cappella palatina. Dal 1835 insegna nel Conservatorio S. Pietro a Majella di Napoli, i primi quattro anni in qualità di supplente. Dal 1839 è maestro di violino delle scuole esterne. Le sue classi sono numerose. Introduce nuovi metodi didattici e nuove tecniche e fa usare i suoi componimenti agli studenti. Verosimilmente per gli allievi adotta i Ventiquattro Capricci […] per violino di Jacques Pierre Joseph Rode, da lui trascritti, ma pubblicati postumi. Contemporaneamente per circa otto anni insegna violino nell’orfanotrofio di S. Lorenzo in Aversa. È copista del Quintetto per 2vl,2vla,vlc.op 104 Do min. Viva Haydn Mozart Beethoven e Sphor 5.to Quintetto di Beethoven.

## Opere
- Pot Pourri (stampato nel 1809?).
- Andante Tema con variazioni per violino solo e accompagnamento, rimasto manoscritto.
- 7 variazioni per solo violino su di un tema nazionale, dedicate a Masseangelo Masseangeli (Napoli autografo del 30 aprile 1843).
- Introduzione variazioni e rondò…

De Vito muore il 5 febbraio 1844, a Napoli. [1]

## Voce bibliografica
Enrica Donisi, I rapporti di Nicolò Paganini con Gaetano Ciandelli e Onorio de Vito in «Nicolò Paganini Diabolus in Musica», Atti del Convegno Internazionale di Studi, La Spezia 16-18 luglio 2009, edited by Andrea Barizza and Fulvia Morabito, Turnhout, Brepols Publishers, 2010
Enrica Donisi, Le Scuole Musicali dell’Orfanotrofio di S. Lorenzo, Comune di Aversa, Grottaminarda (AV), 2010.